# Braille Institute of America

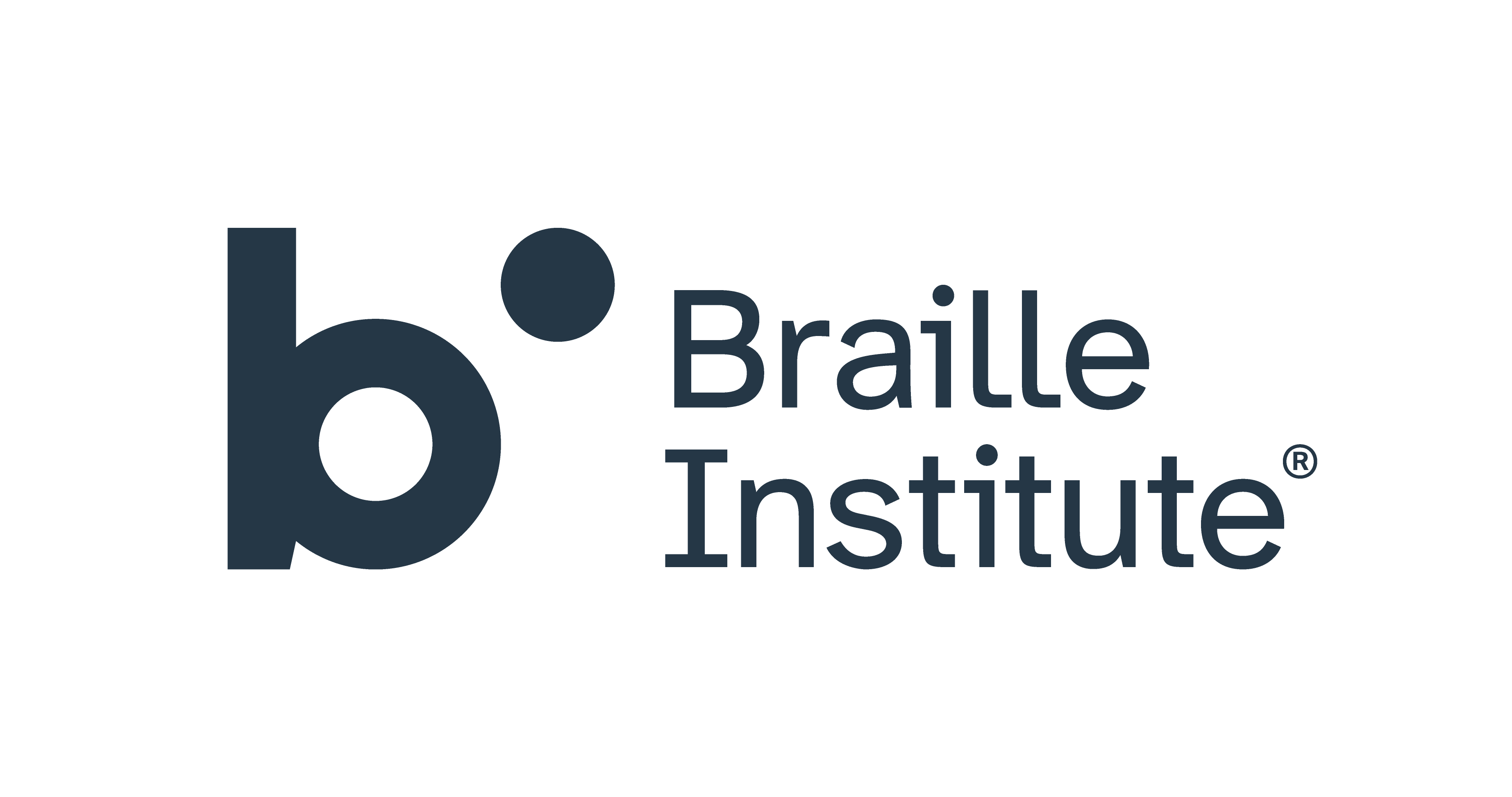
Logo

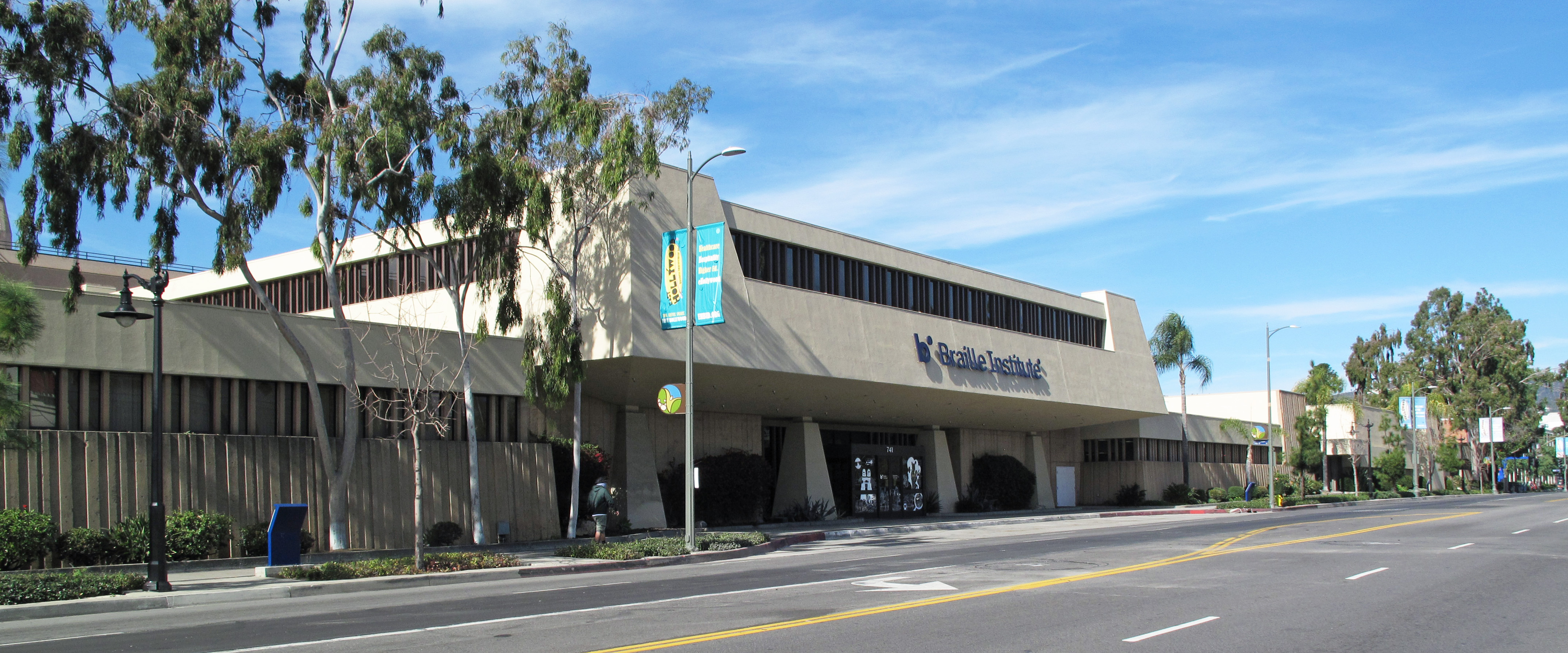
Braille Institute, Vermont Avenue, Los Angeles, Kalifornien, USA

Das Braille Institute of America ist eine gemeinnützige Organisation mit Hauptsitz in Los Angeles, Kalifornien, USA, die Programme, Seminare und Einzelunterricht für Sehbehinderte in Südkalifornien anbietet. Nahezu ausschließlich aus privaten Spenden finanziert, werden alle Dienstleistungen des Instituts völlig kostenlos erbracht. Es wurde von J. Robert Atkinson gegründet, einem Cowboy aus Montana, der 1912 erblindete und daraufhin 250 Bücher, die ihm von seiner Familie diktiert wurden, in Brailleschrift transkribierte. Beeindruckt von seinen Bemühungen erhielt er Spenden, die ihm 1919 die Gründung der Universal Braille Press ermöglichten, aus der das Braille Institute of America hervorging. Hier stellte Atkinson 1924 den Druck der King-James-Bibel in Brailleschrift fertig.
Mit Atkinson Hyperlegible hat die Organisation eine freie, für Menschen mit teilweiser Sehbehinderung optimierte Schriftart herausgeben.